# Мельохіна
Мельо́хіна (рос. Мелёхина) — присілок у складі Богдановицького міського округу Свердловської області.
Населення — 81 особа (2010, 118 у 2002).
Національний склад станом на 2002 рік: росіяни — 97 %.

## Видатні уродженці
- Лихачова Олександра Іванівна — Герой Соціалістичної Праці.